# Седляр, Михаил Васильевич
Михаил Васильевич Седляр — советский хозяйственный и государственный деятель, Герой Социалистического Труда.

## Биография
Родился в 1920 году в деревне Ремель. Член КПСС.
Участник Великой Отечественной войны: партизан в оккупированной Брестской области Белорусской ССР, военрук в Давыд-Городокском районе, шофёр отдельного артиллерийского парка 222-й корпусной артиллерийской бригады при штабе 5-й армии в составе войск 1-го Дальневосточного фронта
В 1948—1986 — водитель автомобиля, бригадир полеводческой бригады, секретарь партийной организации — заместитель председателя, председатель профсоюзной организации колхоза «Заветы Ленина» Столинского района Брестской области Белорусской ССР.
Указом Президиума Верховного Совета СССР от 23 июня 1966 года присвоено звание Героя Социалистического Труда с вручением ордена Ленина и золотой медали «Серп и Молот».
Делегат XXIII съезда КПСС.
Умер в 2008 году в Ремеле.

## Награды и звания
- Герой Социалистического Труда (23.06.1966)
- Орден Ленина (23.06.1966)
- Орден Отечественной войны II степени (23.10.1989)